# Wilhelm Ostwald
Friedrich Wilhelm Ostwald (Riga 1853 – Leipzig 1932) fou un químic, considerat un dels pares fundadors -conjuntament amb Jacobus van’t Hoff i Svante Arrhenius- de la Química Física com a branca nova i independent de la Química. L’any 1909 fou guardonat amb el Premi Nobel de Química per les seves contribucions a la catàlisi, l’equilibri químic i la cinètica de les reaccions. A partir de 1909, retirat de l’activitat acadèmica, feu aportacions rellevants en l’àmbit de la filosofia natural i l’activisme social.

## Biografia
Wilhelm Ostwald, nasqué a Riga, avui Letònia i en aquell moment part de l’Imperi rus, el 2 de setembre de 1853. Era el segon fill de Gottfried Wilhelm, mestre boter, i d’Elisabeth Leuckel, filla d’un forner, ambdós procedents d’Alemanya. Ostwald s’educà a l’escola de la seva ciutat i de ben jove ja mostrà interessos diversos, li agradava tant la física i la química com, per influència materna, la literatura i la música, i per influència paterna la pintura. Afeccionat a la fotografia, es construí tot sol una càmera amb materials casolans. Li agradava, també, col·leccionar insectes i relligar llibres.
L’any 1872 es matriculà a la Universitat de Dorpat -avui Tartu (Estònia)-  on estudià química amb Carl Schmidt  i física amb Arthur von Oettingen. Johann Lemberg (1842-1902), assistent de Schmidt, li va fer veure la importància de conceptes com l’equilibri químic, la llei d’acció de masses, i la velocitat de reacció. Després d’uns primers intents poc reeixits en el camp de la  Química Orgànica  sobre el colorant indi, Ostwald s’interessà en el tema de l’afinitat química, és a dir el perquè determinats composts reaccionen i en donen d'altres. La seva idea, innovadora en aquell moment, en què l’interès dels químics en general i dels químics alemanys en particular, se centrava en la preparació de noves substàncies orgàniques, era demostrar que els valors d’algunes propietats físiques determinades experimentalment podien correlacionar-se amb els canvis produïts en una reacció química i per tant donar informació sobre les afinitats relatives dels reactius. Ostwald era conscient de la necessitat d’un coneixement més profund i quantitatiu de la química com ara de les forces selectives que feien que una reacció tingués lloc, el que se’n diu l’afinitat química. Pensava que aquesta afinitat química podria obtenir-se partir de mesures físiques i d’un cert tractament matemàtic. El seu objectiu era demostrar que els valors  quantitatius d'algunes propietats físiques, com ara el volum específic i l’índex de refracció, podien correlacionar-se amb els canvis qualitatius que acompanyen les transformacions químiques i, per  tant, proporcionar informació sobre les afinitats relatives dels constituents d’una reacció química.

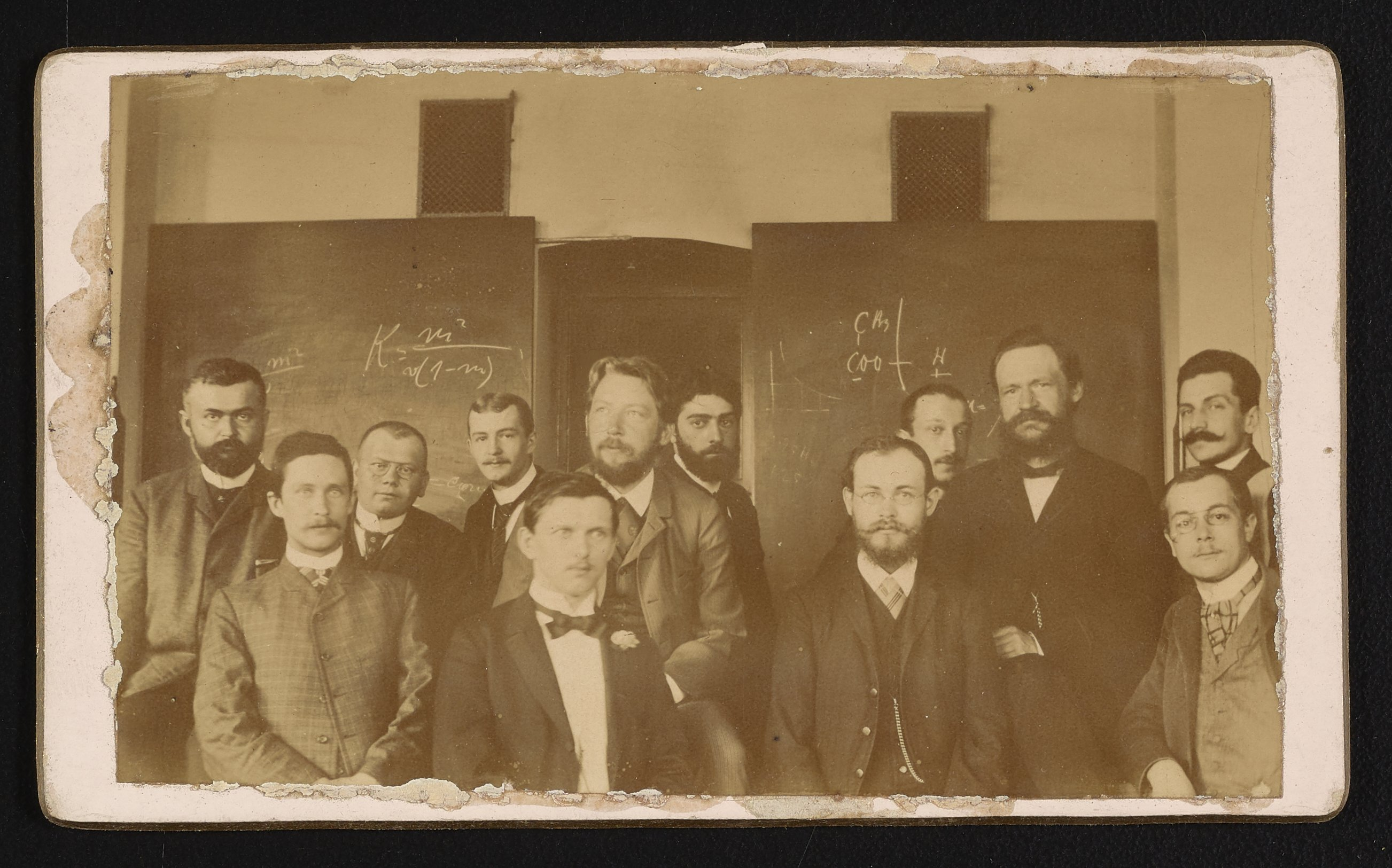
Ostwald amb un grup d'estudiants l'any 1892

L’any 1875 quan preparava la graduació analitzant els treballs de Julius Thomsen, va tenir la idea d’explorar el tema de l’afinitat d’una manera experimental. Estudià el grau de descomposició del triclorur de bismut, BiCl3, en aigua i comparà els resultats amb els obtinguts calorimètricament per Thomsen, comprovant així que, en principi, la magnitud del canvi químic produït en una reacció química podria calcular-se a partir de qualsevol canvi mesurable d’una propietat física. També aprofità la llei d’acció de masses, que havia estat proposada feia poc temps per Cato Guldberg i Peter Waage, per analitzar els seus propis resultats experimentals. Posteriorment, determinà els canvis de volum que es produeixen en reaccions de neutralització àcid-base emprant picnòmetres. A partir de les diferències d’aquests volums calculà l’afinitat química d’aquestes reaccions, i comprovà que els resultats obtinguts eren concordants amb els deduïts pel mètode termoquímic de Thomsen. El 1877 obtingué un grau superior, que li permetia donar classes a la universitat (privatdozent), amb un treball sobre volums de reacció com a mesura de l’afinitat química i l’any següent, 1878, presentà la tesi doctoral a la Universitat de Dorpat. Començà mesurant els canvis de volum en les reaccions àcid-base a partir de determinacions experimentals de densitats i índexs de refracció d’un gran nombre d’àcids orgànics, que confirmaven els resultats obtinguts a partir de canvis de volum. Tots aquests estudis li permeteren deduir uns primers valors numèrics d’afinitat química que fins aleshores s'assignaven de forma qualitativa i, sovint, arbitrària. Aquests treballs tingueren ben aviat un reconeixement ampli en un article de revisió on es recollien  i s'alabaven les seves contribucions a la determinació quantitativa de l’afinitat, tot recordant les aportacions prèvies sobre afinitat química des dels temps de Torbern Bergmann i de Berthollet.
Durant aquest període a la Universitat de Dopart es casà amb Helene von Reyner, el 24 d’abril de 1880, tingueren cinc fills -dues noies i tres nois- un dels quals, Wolfgang Ostwald (1883-1943), esdevingué un químic reconegut en el camp dels col·loides. L’any 1881, amb 28 anys, fou nomenat professor de química de l’Institut Politècnic de Riga, on trobà uns laboratoris situats al soterrani de l’edifici i en un estat deplorable, tant és així que ell mateix s’havia de fabricar els instruments de treball. És en aquest moment que comença a mostrar les seves dots i capacitats docents i inicia la seva brillant carrera científica. L’hivern de 1883, viatjà a Alemanya i Suïssa per tal de visitar laboratoris de referència amb l’objectiu millorar-ne el seu a Riga. Tingué una bona acollida, s’entrevistà amb Kolbe a Leipzig,  i a Berlin fou convidat per la Societat Alemanya de Química a impartir una conferència sobre els seus treballs. L’acte no fou gaire reeixit perquè la gran majoria del públic eren professors de Química Orgànica que no sabien res i no estaven gens interessats en la Química Física.
L’any 1887 es traslladà a Leipzig per ocupar la càtedra de Química Física on desenvolupà una gran tasca investigadora i es consolidà com un dels fundadors de la nova disciplina. És en aquest moment que apareix la revista especialitzada en Química Física editada per van’t Hoff i ell mateix,  el Zeitschrift für physikalische Chemie. L’any 1897 s’inaugurà el nou Institut de Química Física, que avui dia porta el seu nom, i que ben aviat es convertí en el referent mundial de la disciplina, on hi van anar a treballar els millors científics d’Europa i dels EUA. Entre les principals aportacions d’Ostwlad d’aquests anys cal citar les realitzades en el camp de la catàlisi, amb una nova definició del fenomen, la llei de dilució, i una nova teoria dels indicadors àcid-base. L’extraordinària tasca realitzada per Ostwald a Leipzig, entre 1887 i 1897, es troba recollida en l'obra de quatre volums. A pesar d’aquests èxits l’estada a Leipzig no fou tan fàcil com podria esperar-se. Ostwald es queixava del gran nombre d’hores de docència que havia d’impartir a alumnes poc interessats en la química, procedents de la Facultat de Farmàcia i de l’Escola d’Agricultura que l’impedien concentrar-se en la recerca, en l’edició del Zeitschrift i en la redacció de nous llibres, i es jubilà, prematurament, l’any 1906, després d’un any sabàtic a Harvard el curs 1905-06 i que fou el primer intercanvi de professors entre Alemanya i EUA.

### Últims anys
Un cop jubilat, el 1906, es traslladà amb la família, que havia obtingut la nacionalitat alemanya l'any 1888, a una finca que havia comprat el 1901 a Grossbothen, a la vora de Leipzig, batejada com Energie. Passà la resta de la seva vida com a erudit i lliurepensador,  recolzà i escrigué de manera grandiloqüent sobre moltes causes humanístiques, educatives i culturals, sovint molt controvertides.
Quant, gràcies als treballs de Gibbs i d'altres, més convençut estava que la termodinàmica era la teoria fonamental de la ciència, més s'involucrava en la filosofia natural, que pretenia ser la ciència de les ciències. Aquesta filosofia es basava en dos principis; el primer, assegurava la primacia de l’energia sobre la matèria -la matèria només és una manifestació de l’energia-, en oposició al materialisme científic majoritari. El segon  es basava en una mena de positivisme en el sentit de rebutjar conceptes teòrics que no estan estrictament basats en fonaments empírics. En el llibre, Der energetische Imperativ, publicat el 1912, fa una declaració entusiasta i profètica a favor del pacifisme, l’internacionalisme, i de la defensa dels recursos energètic naturals, sota la màxima: “No malgasteu l’energia. Utilitzeu-la". Dedicà, pràcticament, tots els esforços a l’energetisme, teoria segons la qual totes les propietats de la matèria i àdhuc els fenòmens psíquics són formes especials d’energia. Afirmava: “només hi ha una única cosa que sigui comú a tots els camps de la ciència i no és l’espai, el temps o la massa, sinó l’energia”. Estava convençut de la naturalesa fonamental de l’energia i fins i tot arribà a dubtar de l’existència de la matèria, sostenint que tots els fenòmens físics i químics podien explicar-se en termes d’energia. Sovint les seves opinions eren molt controvertides, negà, fins i tot l’existència d'àtoms, ions i molècules durant molts anys -a pesar d’acceptar la dissociació electrolítica- suposant que eren simples ficcions: tot podia explicar-se mitjançant l’energia. Si bé finals del segle XIX, la teoria atòmica era acceptada per la pràctica totalitat dels científics, hi havia algunes reticències, entre les quals destacava la del físic i filòsof positivista austríac Ernest Mach. Aquest no l’acceptava, argumentant que la seva comprovació es basava en proves indirectes, en raonaments, sense gaires proves experimentals, i considerava que, si bé podia tenir alguna utilitat pràctica, no se’n podia deduir l’existència dels àtoms. Per la seva banda, Ostwald considerava que els àtoms i les molècules eren artificis mentals, sostenia que el concepte de matèria era superflu i que els fenòmens químics podien explicar-se a partir de les transformacions energètiques que tenen lloc en un procés; allò que se’n diu matèria no és més que un “conjunt” d’energies que es troben plegades en un mateix punt; les diferències entre substàncies es reduïen a diferències en el seu contingut energètic específic. La defensa d'aquests plantejaments arribà al súmmum en una conferència a Lübeck el setembre de 1895 a la Societat alemanya de científics i metges, quan afirmà que la matèria no és res més que una agrupació espacial de diferents energies.  Aquesta opinió generà una  oposició contundent de personalitats tan rellevants com Boltzmann, Planck, o Viktor Meyer, entre d’altres. No obstant, continuà defensant aquesta posició en diversos articles a la revista Annalen der Naturphilosophie de la que en fou l’editor del 1901 al 1914. Fins i tot,  tingué el valor de defensar el seu posicionament en la  Faraday Lecture impartida a la Societat de Química de Londres de l’any 1904, on catalogà la Teoria Atòmica de “mera hipòtesi”. Literalment digué: “A partir dels principis de la dinàmica química, és possible deduir totes les lleis de l’estequiometria”. Ostwald es mantingué ferm en les seves opinions fins l’any 1906, quan fou convençut pel experiments de  Thompson sobre els raigs catòdics, i pels treballs de Perrin sobre el moviment brownià, que permetia un mètode quantitatiu per estudiar el moviment aleatori dels xocs entre les molècules. No fou fins l’any 1909 en el pròleg de la quarta edició del Grundriss der allgemeinen Chemie que reconegué explícitament l’existència dels àtoms: “estic convençut que recentment s’han aconseguit proves experimentals de la naturalesa discreta de la matèria, que la hipòtesi atòmica buscava des de fa centenars i milers d’anys”; encara mantenia, però, que les lleis estequiomètriques podien explicar-se també, o potser millor, sense la teoria atòmica.
L'any 1909 proposà un model de classificació de les persones genials en dos grans tipus segons el temperament o velocitat mental: classicistes  i romàntics, on analitza la vida de sis científics: tres químics: H. Davy, J. Liebig, Vh. Jenard, i tres físics: M. Faraday, R. Mayer, H. Helmholtz. Els classicistes, de velocitat mental baixa, eren flegmàtics, melancòlics i els romàtics -com ell mateix- de velocitat mental alta, eren més aviat colèrics i sanguinis. Arribà a proposar fórmules matemàtiques de la felicitat (G), G=K(A-W)(A+W), on A és l'energia gastada que és benvinguda per la voluntat, W representa l'energia despesa en experiències desagradables, i K és un factor per transformar el procés energètic en psicològic.  Un altre camp en què feu contribucions rellevants és en la denominada ciència del color. Desenvolupà una teoria quantitativa sobre la sistematització dels colors, i fins i tot preparà nous colorants al seu laboratori.
Recolzà moviments pacifistes i participà en els Congressos internacionals per la Pau dels anys  1909 i 1911,  considerava que tant la guerra com les religions tradicionals malbarataven l'energia. Creia que podia enfrontar-se al poder de l’església amb les eines de les ciències naturals i difondre un pensament científic modern. S’uní als corrents monistes, una quasi-religió científica fundada pel zoòleg Ernest Haeckel, que propagava una visió del món basada en la ciència, i publicà un parell de llibres sobre el tema. Aquesta teoria va decaure després de la Primera Guerra Mundial. Ferm defensor de reformes educatives i d’una nova organització de la ciència, estava convençut que es podien superar els prejudicis i la superstició, era, de fet, un idealista interessat en la construcció d’una civilització ordenada i planificada per la ciència. Contribuí, també, a l’establiment d’un idioma universal, l’ido, un derivat de l’esperanto.  Molt actiu en societats científiques, acadèmies i moviments internacionals, orientats, entre d’altres, a l'estandardització de la documentació química. Fou membre de la Comissió Internacional de Pesos Atòmics i president de l’Associació Internacional de Societats de Química. Preocupat per l’ensenyament de la química a nivells universitari i previs, així com per l’estudi de la història de la ciència que sovint emprava en les seves conferències i articles, a destacar el llibre  de més de mil pàgines on demostra un coneixement complet de la història i bibliografia de l’electroquímica. La seva gran contribució al camp de la història de les ciències és la monumental Ostwalds Klassiker der Exakten Wissenschaften (Clàssic Ostwald de les ciències exactes), que conté articles originals de totes les àrees de les ciències naturals, fou iniciada el 1889, obra de la que se n’han publicat més de tres-cents volums. Un altre camp en què reeixí i feu contribucions rellevants és en la denominada ciència del color, desenvolupà una teoria quantitativa del color i fins i tot preparà, al laboratori, nous colorants.
Morí a la seva casa de camp, a Grossbothen, el 4 d’abril de 1932. Encara no es disposa d’una biografia científica completa d’Ostwald, degut, probablement, a la immensa obra escrita que deixà: 45 llibres, 500 articles científics i 5000 ressenyes. La millor font continua sent la seva pròpia autobiografia i per a la seva vida familiar és útil el llibre escrit per la seva filla Grete.

## Reconeixements, premis i honors
A més del Premi Nobel de Química de l’any 1909, va rebre molts reconeixements i honors que són pràcticament impossibles d’enumerar. Entre altres, poden citar-se, doctor Honoris Causa per les universitats de Halle, Toronto, Aberdeen, Cambridge, Liverpool, Gènova i Karlsruhe. Membre de societats científiques com Chemical Society, Royal Institution of Great Britain, American Chemical Society, i de la Societat Alemanya d’Electroquímica -societat que havia col·laborat a fundar l’any 1894- i  que a partir de 1902 s’anomenà Deutsche Bunsen-Gesellschaft für physikalische Chemie,  i també  de les acadèmies de ciències de Prússia, Estats Units, Gran Bretanya, Dinamarca, Holanda, Suècia, Rússia i d’Hongria. Fou guardonat amb la medalla Wilhelm Exner, atorgada per l’Associació de la indústria austríaca, en reconeixement per l’impacte econòmic de les seves contribucions científiques. A la ciutat alemanya de Grimma, hi ha el Parc i Museu Wilhelm Ostwald, que custodia molts mecanoscrits i documents seus. També, hi ha un cràter a la cara oculta de la lluna i l'asteroide 11844 que porten el seu nom.

## Contribucions científiques

### Fundació de la Química Física

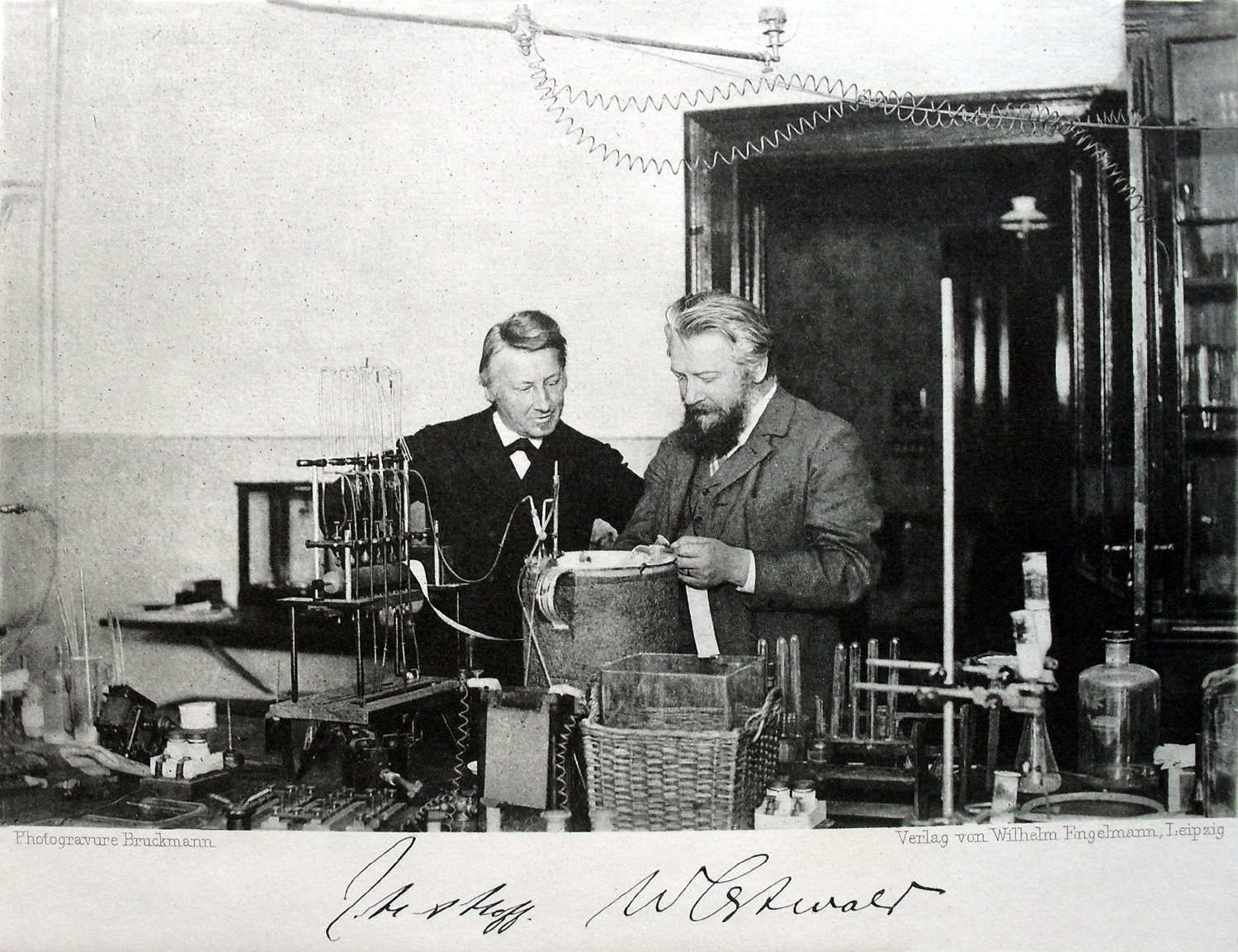
Ostwald i Jacobus van't Hoff

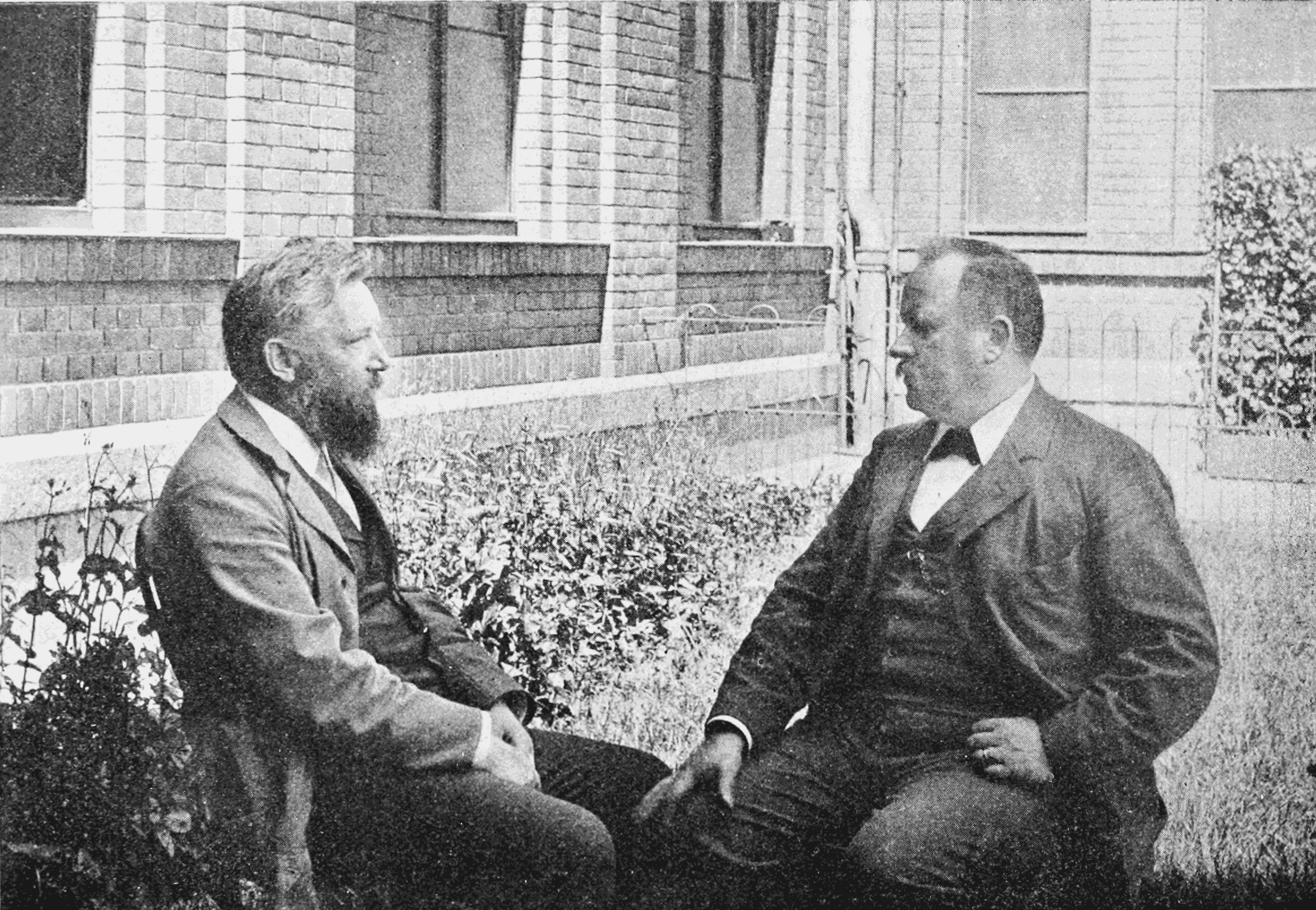
Ostwald i Svante Arrhenius l'any 1904

En les dècades centrals del segle XIX l’interès dels químics estava centrat, gairebé de manera unànime, en la preparació de noves substàncies orgàniques. Tots els esforços es dirigien a la síntesi i caracterització dels nous compostos químics que podien obtenir-se a partir d’altres ja coneguts. La química es considerava, exclusivament, una ciència experimental, sense cap necessitat de les matemàtiques més enllà d’una mica d’aritmètica, ja que Ostwald vant Hoff.jpgno calien gaires càlculs per estudiar la composició i estructura de les substàncies. De fet, l’objectiu principal era la preparació i caracterització de nous compostos i els conceptes de la química eren qualitatius i poc articulats amb els principis de la física. La física tractava de la matèria en abstracte i la química ho feia de substàncies concretes. Fins i tot, les dues parts tradicionals de la química, la inorgànica i l’orgànica, semblaven aïllades entre si, sense gaires connexions. La teoria estructural no deia res dels compostos inorgànics, i la Taula Periòdica ignorava la química orgànica. Hi havia molt poc interès pels aspectes mes generals que governen les reaccions químiques, com ara la direcció, el desplaçament de l’equilibri, la velocitat, etc.PSM V65 D094 Ostwald and arrhenius.png
Tal com ja s’ha dit, des de l’inici de la seva carrera com a investigador Ostwald s’interessà per l’afinitat química, per què determinats compostos químics reaccionen entre ells, i en canvi altres no ho fan. De manera complementària, volia assignar valors numèrics a aquesta afinitat a partir de magnituds físiques, com ara el volum específic, l'índex de refracció, etc. Tot aquest treball anà acompanyat d’un interès i aprofundiment dels seus coneixements matemàtics que li confirmaven la bondat dels seus resultats experimentals i que provaven que estava treballant en un camp en què ningú ho havia fet abans: l’aplicació de mesures físiques a problemes de l’equilibri químic, i creava així una nova branca de la Química.  Hi ha qui diu que els orígens de la Química Física podrien fixar-se en les classes que Ostwald impartia a Dopart a partir de l’any 1876, encara que el terme no era nou del tot, ja que el 1863 s’havia publicat un llibre que el contenia en el títol. El juny de 1884 rebé la tesi doctoral de Svante Arrhenius que contenia la proposició que les sals, els àcids i les bases dissoltes en aigua es dissociaven en ions. El 1886 descobrí els treballs de van’t Hoff , en què suggeria la seva teoria de la pressió osmòtica, segons la qual la pressió osmòtica d’una solució depèn de la concentració de partícules presents, de manera anàloga al que descriuen les lleis dels gasos ideals. A més, van’t Hoff també n'interpretava la llei de Raoult de la pressió de vapor, que explica la disminució del punt de congelació i l’augment del punt d’ebullició d'una solució quan s’afegeix un solut al solvent. Un cop a Leipzig,  Ostwald l’incorporà van’t Hoff i Arrhenius al seu laboratori, formant  un triumvirat famós, al que més tard s’hi afegí Nernst, convertint així l’Institut de  Leipzig amb la meca de la “nova química” i acollint a molts estudiants d’arreu, especialment dels EUA.  Ostwald, sense cap modèstia i amb una certa arrogància, considerava que les aportacions que estaven fent Van’t Hoff, Arrhenius i ell mateix, eren comparables a que havia fet Lavoisier en el seu moment. Aquest grup, que ha passat a la història de la química com els ionistes, és considerat avui com el dels pares fundadors d’una nova branca del coneixement, la Química Física.

### Llei de dilució d'Ostwald
A partir de la teoria de la dissociació electrolítica d’Arrhenius, en una solució d’un electròlit hi ha molècules dissociades en ions i molècules sense dissociar, d'acord amb l'equilibri:
AB {\displaystyle {\ce {<=>}}} A+ + B-
i Ostwald s’adonà que era pertinent aplicar-hi la Llei d’acció de masses. Aquest tractament podria donar lloc a una expressió racional de la variació de la conductivitat molecular amb la dilució. Si α és el grau de dissociació, la quantitat  d’electròlit no dissociat és c(1-α), on c és la concentració total d'electròlit. En aplicar la Llei d’acció de masses,  la constant d’equilibri, K, ve donada per:
K= c2α2/c(1-α) = cα2/1-α  
coneguda com la Llei de dilució d'Ostwald; alguns mesos després d’enunciar-la, Ostwald publicà els resultats de les determinacions fetes amb uns dos-cents àcids orgànics,  per deduir-la. La importància històrica d’aquest tractament és que la llei d’acció de masses s’aplicà, per primera vegada, a solucions diluïdes d’àcids i bases orgànics. Es comprovà que la llei es complia bé amb els electròlits febles (poc ionitzats) i molt malament amb els electròlits forts (completament dissociats).

### Catàlisi
Ostwald començà a fer estudis sistemàtics sobre catàlisi a Leipzig quan intentava comprovar que la velocitat de reacció era una mesura apropiada per determinar l’afinitat química. En aquells moments la idea de catàlisi encara estava  a les beceroles, i no s’havia avançat gaire des dels temps de Berzelius, que al voltant de 1835 n’havia introduït la idea i el terme; Berzelius parlava d’una força catalítica en el sentit que una petita quantitat d’una substància “despertava les afinitats i accelerava la velocitat d’una reacció”, sense que ella experimentés cap canvi. Els primers treballs quantitatius d’Ostwald sobre catàlisi tractaven de reaccions accelerades per la presència d’àcids, i en proposà una nova interpretació -idea que avui dia se sap que és incorrecta- que l’àcid que fa de catalitzador no participa directament en la reacció química que catalitza, simplement actua pel fet de ser-hi present. De fet, la primera definició Ostwald de catàlisi era l'acceleració de la velocitat que experimenta una reacció química per la presència d’un cos extern. Uns anys més tard, el 1901, feu un pas endavant i modificà la definició d’una manera significativa. Un catalitzador és una substància que altera la velocitat d’una reacció química sense que formi part dels productes finals. Afegí que el catalitzador no té cap efecte en els canvis energètics de la reacció i no altera la constant d’equilibri de la reacció; que no hi ha cap reacció que no pugui ser catalitzada, i que no hi  ha cap substància que no pugui ser un catalitzador; i que qualsevol reacció catalitzada ja es produeix per si sola, potser de manera molt més lenta.  Aquestes contribucions d'Ostwald al camp de la catàlisi el feren mereixedor del Premi Nobel de Química de l'any 1909, "en reconeixement dels seus treballs sobre catàlisi i les seves recerques sobre els principis fonamentals que governen l'equilibri químic i la velocitat de reacció." La contribució més famosa d’Ostwald a la química industrial és procés catalític, anomenat Procediment Ostwald, de fabricació d’àcid nítric a partir de l’oxidació de l’amoníac amb un catalitzador de platí, procediment que encara s’empra avui dia per a la fabricació d’adobs i explosius.

### Cristal·lització
Ostwald va estudiar el comportament de cristal·lització dels sòlids, especialment aquells que són capaços de cristal·litzar de diferents formes, en el fenomen conegut com a polimorfisme. Va descobrir que els sòlids no cristal·litzen necessàriament en la seva forma més estable termodinàmicament, sinó que de vegades cristal·litzen preferentment en altres formes depenent de les velocitats relatives de cristal·lització de cada forma polimòrfica. Ostwald va trobar que les taxes relatives depenien de la tensió superficial entre el polimorf sòlid i la forma líquida. Molts materials comuns presenten aquest tipus de comportament, inclosos els minerals i diversos compostos orgànics. Aquesta troballa es coneix com la regla d'Ostwald. Relacionada amb la solubilitat i la cristal·lització, Ostwald  va observar que la dissolució d'un sòlid depèn de la mida del cristall; quan els cristalls són petits n'augmenta la solubilitat. Ostwald ho va quantificar matemàticament en una relació que es coneix com l'equació d'Ostwald-Freundlich. Aquesta dependència de la solubilitat s'utilitza a vegades en la formulació de productes farmacèutics que tenen una solubilitat baixa per millorar la seva absorció per part del pacient. Aquesta dependència també té un paper en la maduració d'Ostwald.

### Teoria del color

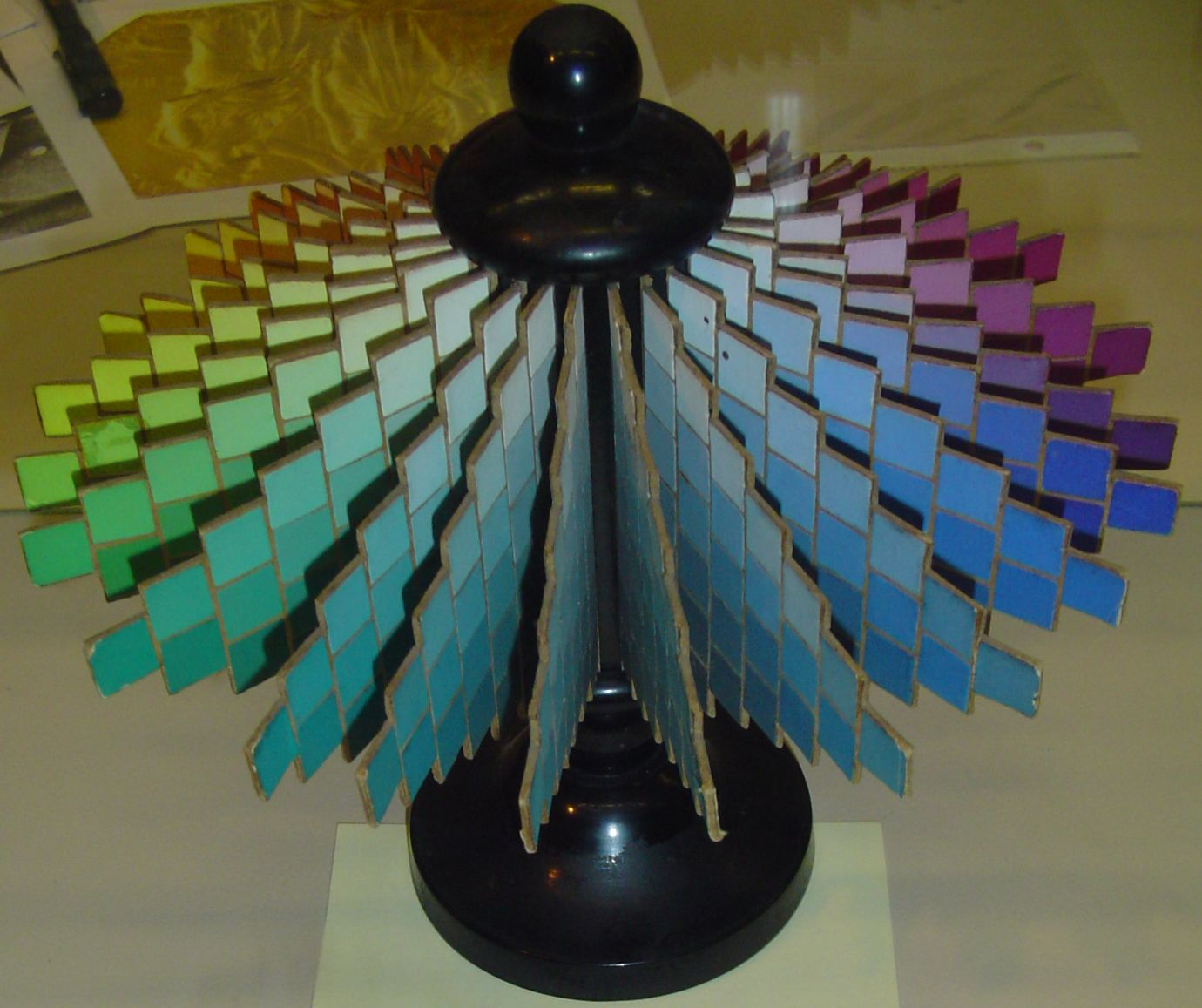
Color sòlid d'Ostwald

Els últims anys de la seva vida Ostwald inicià, també, una nova recerca científica sobre la teoria del color, complementant així la seva passió per la pintura. Desenvolupà instruments per mesurar el color, elaborà una sofisticada classificació dels colors per tal de deduir-ne lleis matemàtiques de l’harmonia i una teoria quantitativa del color, produí mostres i substàncies colorants en el seu laboratori i, fins i tot, fundà una empresa de capses de pintures. Establí el gris pur i determinà l’escala de grisos i una escala estàndard acromàtica necessària per a la  mesura de colors cromàtics amb l’ajut d’un fotòmetre. Introduí nous conceptes com: colors saturats, colors insaturats i colors completament saturats. Escrigué diversos llibres sobre la teoria del color, i la seva història, que es troben relacionats més endavant a la secció Llibres.

## Llibres i revistes
Entre els llibres publicats per Ostwald cal destacar de manera preferent el monumental Klassiker der exakten Wissenschaften, un clàssic de la història de la ciència  iniciat l’any 1889. Una sèrie de volums, en alemany,  que conten treballs originals de totes les àrees de les ciències naturals. Fins al moment se n’han publicat més de tres cents números. 

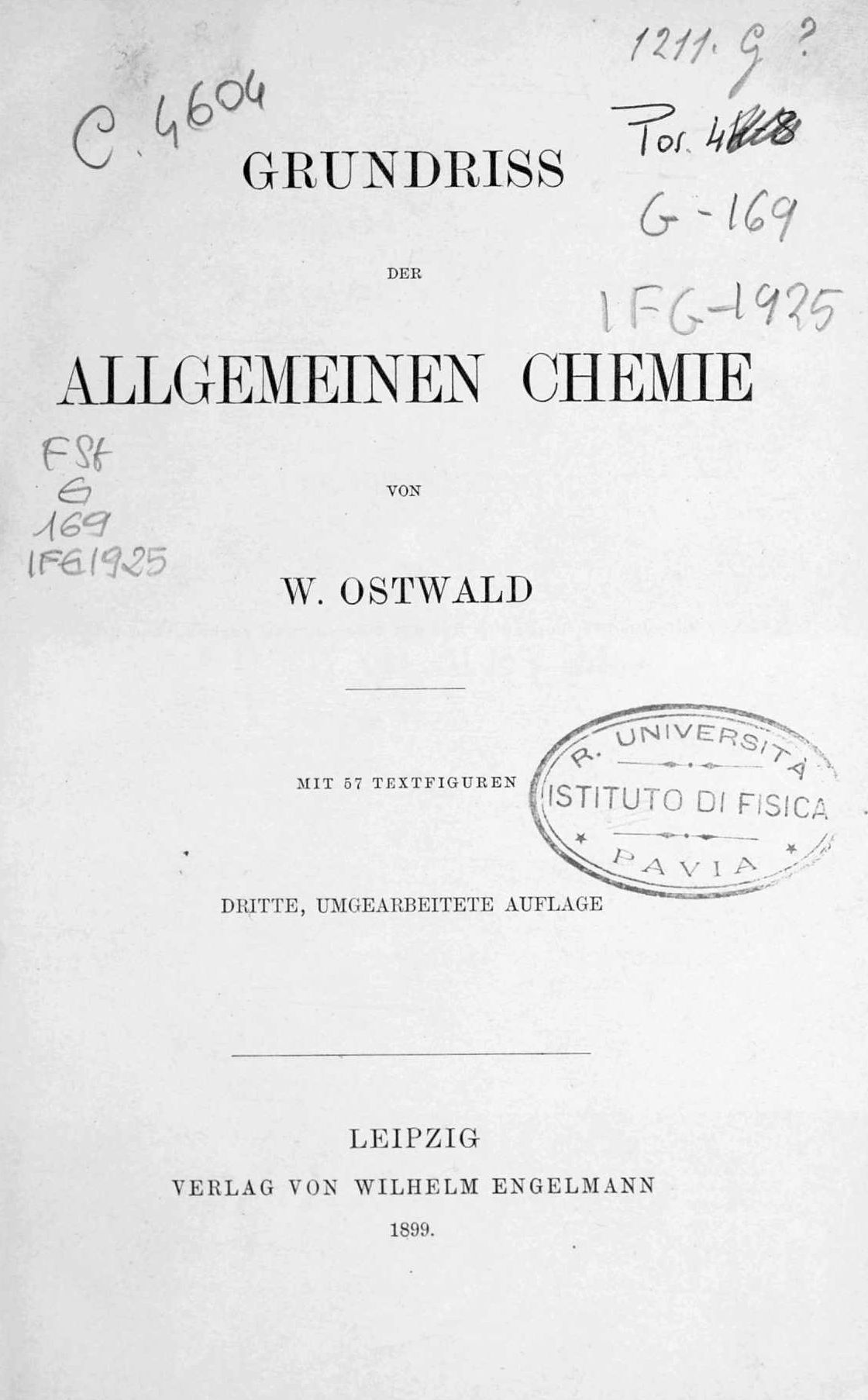
Portada del llibre d'Ostwald més important

Altres llibres Ostwald importants són: Lehrbuch der allgemeinen Chemie. Consta de dos volums, el primer,  Stöchiometrie, s’ocupa de diversos temes com, lleis de la combinació química, pesos atòmics propietats dels sòlids, líquids i gasos i de les solucions. El segon volum,  Verwandtschaftsehre, tracta de termoquímica, electroquímica, fotoquímica i afinitat química. És anomenat, popularment, com  der grosse Ostwald. Hi ha traducció a l'espanyol d'Enric Moles, Compendio de Química General, Marín, Barcelona, 1924. Grundriss der allgemeinen  Chemie, conegut com der kleine Ostwald,  és una contribució substancial a l’establiment de la Química Física com a disciplina separada de la Química. Hand-und Hilfsbuch zur Ausführung physikalisch-chemister Messungen, W. Engelmann, Leipzig, 1893. Die wissenschaftlichen Grundlagen der analytischen Chemie elementar dargestellt, Pot considerar-se el Grudriss der analytischen Chemie, representà un abans i un després de l’ensenyament de la Química Analítica, tan qualitativa  com quantitativa; s’hi dona la primera teoria dels indicadors. Hi ha una traducció anglesa. Grundlinien der anorganischen Chemie, Verlag von Theodor Steinkopff, Dresden i Leipzig, 1900. Hi ha una versió en espanyol, a càrrec d'Antonio García Banus. Die Schule der Chemie: erste Einführung in die Chemie für jedermann. Hi ha una traducció a l'espanyol de Modesto Bargalló. Elektrochemie. Ihre Geschite und ihre Lehre. Ältere Geschichte der Lehre von den Kontaktwirkungen.  Leitlinien der Chemie. Sieben gemeinverständliche Vorträge aus der Geschichte der Chemie. Prinzipien der Chemie: eine Einleitung in alle chemischen Lehrbücher. Einführung in die Chemie: ein Lehrbuch zum Selbstunterricht und für höhere Lehranstalten. Entwicklung der Elektrochemie in gemeinverständlicher Darstellung. Die Mühle des lebens: physikalisch-chemische Grundlagen der Lebensvorgänge. Die chemische Literatur und die organisation der Wissenschaft, Akademische. Vorlesungen über Naturphilosophie. Erfinder und Entdecker. Die Energie. Abhandlungen und Vorträge allgemeinen Inhalts. Grundriss der Naturphilosophie. Energetische grundlagen der kulturwissenchaft. Der energetische Imperativ. Die Philosophie der Werte. Moderne Naturphilosophie.Die Pyramide der Wissenschaten. Monumentales und dekorative Pastell. Die Farbenfibel. Farbatlas. Die Farblehre: I. Matematische Farblehre; II. Physikalische Farblehre; III. Chemische Farblehre; IV. Physiologische Farblehre. Coautor de International Language and Science.
Ostwald estigué involucrat en l’edició i  fundació de diverses revistes. La més important, en col·laboració amb van’t Hoff és el Zeitschrift für Physikalische Chemie, que aparegué l’octubre de 1887,  abans havia fet un  intent en el sentit que el Journal für praktische Chemie passés a dedicar el 50% a treballs de Química Física, però l’objectiu no prosperà. Aquesta revista fou la primera i més influent en el seu àmbit, en fou editor  fins al 1922, responsable dels 100 primers números. En el prefaci del primer número s’hi deia: “En  oposició  a la Química moderna anomenarem Química Física a la Química del futur”. Entre els anys 1894 i 1896 fou editor de Zeitschrift für Elektrochemie. L’any 1901 fundà Annalen der Naturphilosophie, i n’edità els primers 14 volums fins al 1924. Participà en l’establiment de  Zeitschrift für Elektrotechnik und Elecktrochemie, que després de passar per diferents etapes i noms, el 1999 s’integrà en la nova revista Physical Chemistry Chemical Physics, creada per la  Royal Society of Chemistry, arran de la fusió de Faraday Transactions i d'altres revistes de fisicoquímica que editaven les diferents societats. 